# Toshiko Abe

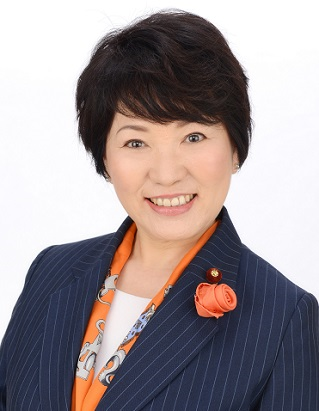
Abe Toshiko (2018)

Toshiko Abe (japanisch 阿部 俊子 Abe Toshiko; * 19. Mai 1959 in Ishinomaki, Präfektur Miyagi) ist eine japanische Politikerin der Liberaldemokratischen Partei LDP (Jiyūminshutō), die seit 2005 Mitglied des Repräsentantenhauses (Shūgiin), des Unterhauses des Parlaments (Kokkai) und seit 2024 Bildungsministerin.

## Leben
Toshiko Abe absolvierte ein Studium der Gesundheits- und Krankenpflege an der Miyagi Gakuin Women’s University und an der Krankenpflegeschule des Mitsui Memorial Hospital. Ein postgraduales Studium der Gesundheits- und Krankenpflege an der University of Alabama at Birmingham (UAB) sowie der University of Illinois at Chicago (UIC) schloss sie 1997 mit einem Doctor of Philosophy (Ph.D.) ab. Sie lehrte nach ihrer Rückkehr zwischen 1997 und 2003 als Lektorin an der Universität Gunma sowie als Assistenzprofessorin an der Medizinischen und Zahnmedizinischen Universität Tokio und engagiert sich seit 2003 als Vizepräsidentin der Krankenpflegevereinigung (Nihon Kango Kyoukai). Als Vertreterin der sogenannten „Koizumi Chirudoren“ (Koizumi-Kinder) unter Premierminister Jun’ichirō Koizumi kandidierte sie für die LDP bei der Shūgiin-Wahl am 11. September 2005 für ein Mandat im Repräsentantenhaus. Sie unterlag dabei zwar im Wahlkreis der Präfektur Okayama als „Attentäter“-Kandidatin gegen den ehemaligen LDP-Abgeordneten und nachmaligen Parteilosen Takeo Hiranuma, der zuvor gegen Koizumis Postprivatisierungsgesetz gestimmt hatte, wurde aber über die Liste der LDP zum Mitglied der Shūgiin gewählt. Bei den Wahlen am 30. August 2009, 16. Dezember 2012 und 14. Dezember 2014 wurde sie jeweils über die LDP-Liste wiedergewählt. Sie schloss sich innerhalb der LDP-Fraktion unter anderem der Tanigaki-Faktion sowie später der Asō-Faktion an.
Im Kabinett Shinzō Abe II bekleidete sie zwischen dem 26. Dezember 2012 und dem 30. September 2013 das Amt als Parlamentarische Staatssekretärin im Außenministerium. Nach der Umbildung des Kabinetts Shinzō Abe II übernahm sie am 4. September 2014 das Amt als Staatsministerin im Ministerium für Landwirtschaft, Forsten und Fischerei und bekleidete dieses Amt vom 24. Dezember 2014 bis zum 5. Oktober 2015 auch im Kabinett Shinzō Abe III. Sie war danach 2015 stellvertretende Vorsitzende des LDP-Komitees für Angelegenheiten des Repräsentantenhauses und fungierte 2016 zeitweise als stellvertretende Generalsekretärin der LDP. Bei der Shūgiin-Wahl am 22. Oktober 2017 wurde sie im Wahlkreis III der Präfektur Okayama mit einem Direktmandat als Mitglied des Repräsentantenhauses wiedergewählt. Im Kabinett Shinzō Abe IV fungierte sie zwischen dem 4. Oktober 2018 und dem 13. September 2019 als Staatsministerium im Außenministerium. Bei der Shūgiin-Wahl am 31. Oktober 2021 verlor sie zwar ihr Direktmandat an Shōjirō Hiranuma, den Sohn von Takeo Hiranuma, wurde aber wieder über die Liste der LDP im Block Chūgoku zum Mitglied der Shūgiin gewählt. Von 2020 bis 2021 war sie Vorsitzende des ständigen Ausschusses für Auswärtige Angelegenheiten. Nach dem Beitritt Hiranumas zur LDP und der 2022 beschlossenen Neuordnung der Repräsentantenhauswahlkreise, bei der Okayama einen Wahlkreis verlor, wurde Abe von der LDP bei der Wahl 2024 im Verhältniswahlblock Kyūshū aufgestellt, wo sie alleine vor den Doppelkandidaten den Listenplatz 1 erhielt und bei sieben Sitzen für die LDP sicher wiedergewählt war.
Für das umgebildete zweite Kabinett Kishida war sie von 2023 bis 2024 „Vizeministerin“ im Kultus- & Wissenschaftsministerium. Kishidas Nachfolger Shigeru Ishiba berief sie im Oktober 2024 zur zuständigen Ministerin.

## Veröffentlichung
- Women’s empowerment: Japan moves forward (Onlineversion, 4. April 2019)